# Von Barnekow

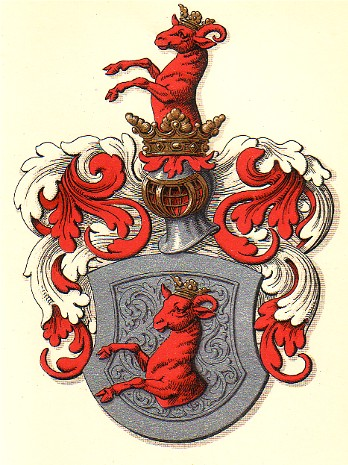
Geslachtswapen Barnekow

Von Barnekow is een oorspronkelijk van het eiland Rügen afkomstig geslacht, waarvan leden gingen behoren tot de Zweedse, Deense en Pruisische adel.

## Geschiedenis
De stamreeks begint met Lubbertus de Barnekow die in 1255 wordt vermeld. Toen met het Verdrag van Roskilde in 1658 het eiland overging naar Zweden splitste de Deense tak zich in tweeën en ontstond een Zweedse tak van het geslacht waarvan Christian Barnekow (1626-1666) in 1664 in het Zweedse ridderhuis werd opgenomen. In 1752 werden ze verheven tot Zweeds baron, in 1816 tot graaf.
Een tak van het geslacht bleef in Duitsland. Een nazaat daarvan werd in 1825 opgenomen in de Pruisische adelstand met de titel van Freiherr.
In 1885 ontstonden door huwelijk banden met Nederlandse geslachten.

## Enkele telgen
Gottlieb Freiherr von Barnekow (1740-1829), opperhoutvester, opgenomen in de Pruisische Freiherrenstand in 1825
- Gustav Freiherr von Barnekow (1779-1838), Pruisisch generaal-majoor
  - Gustav Freiherr von Barnekow (1816-1882), Pruisische generaal-luitenant
    - Hans Freiherr von Barnekow (1855-1930), publicist op hippisch gebied; trouwde in 1885 (echtscheiding 1893) jkvr. Wilhelmina (Willy) Tindal (1850-1928), dochter van jhr. Willem Frederik Tindal (1816-1882), majoor cavalerie, kamerheer des konings en lid van de familie Tindal
      - Marie Ida Wilhelmina Sophie Freiin von Barnekow (1886-1980); trouwde in 1908 met Johan Korthals Altes (1884-1988), bankdirecteur en lid van de familie Altes